# Kris (programa de televisión)
Kris (conocido también como Kris Jenner Show) fue un programa de entrevistas transmitido por la cadena FOX y presentado por la personalidad estadounidense Kris Jenner. Se estrenó el 15 de julio de 2013 en las estaciones de Fox en Los Ángeles; Nueva York; Charlotte, Carolina del Norte; Dallas, Texas; Minneapolis, Minnesota; y Phoenix, Arizona. El programa finalizó su emisión el 23 de agosto de 2013 y no quedó previsto para una temporada completa. En enero de 2014, FOX anunció oficialmente que se había cancelado.
El programa fue más notable por tener como invitado al yerno de Jenner, Kanye West, en su último episodio, donde mostró las primeras fotos de North West, su hija con Kim Kardashian. Fue la primera entrevista televisiva de West en tres años, con una hora de duración. También se convirtió en el episodio con el mayor número de rating del programa.